# 螭吻
螭吻，原寫為蚩吻，又称吻、水麒麟，指的是一種安裝在中國式建築屋頂兩端的裝飾性彫塑，擁有龍頭魚身的造型。

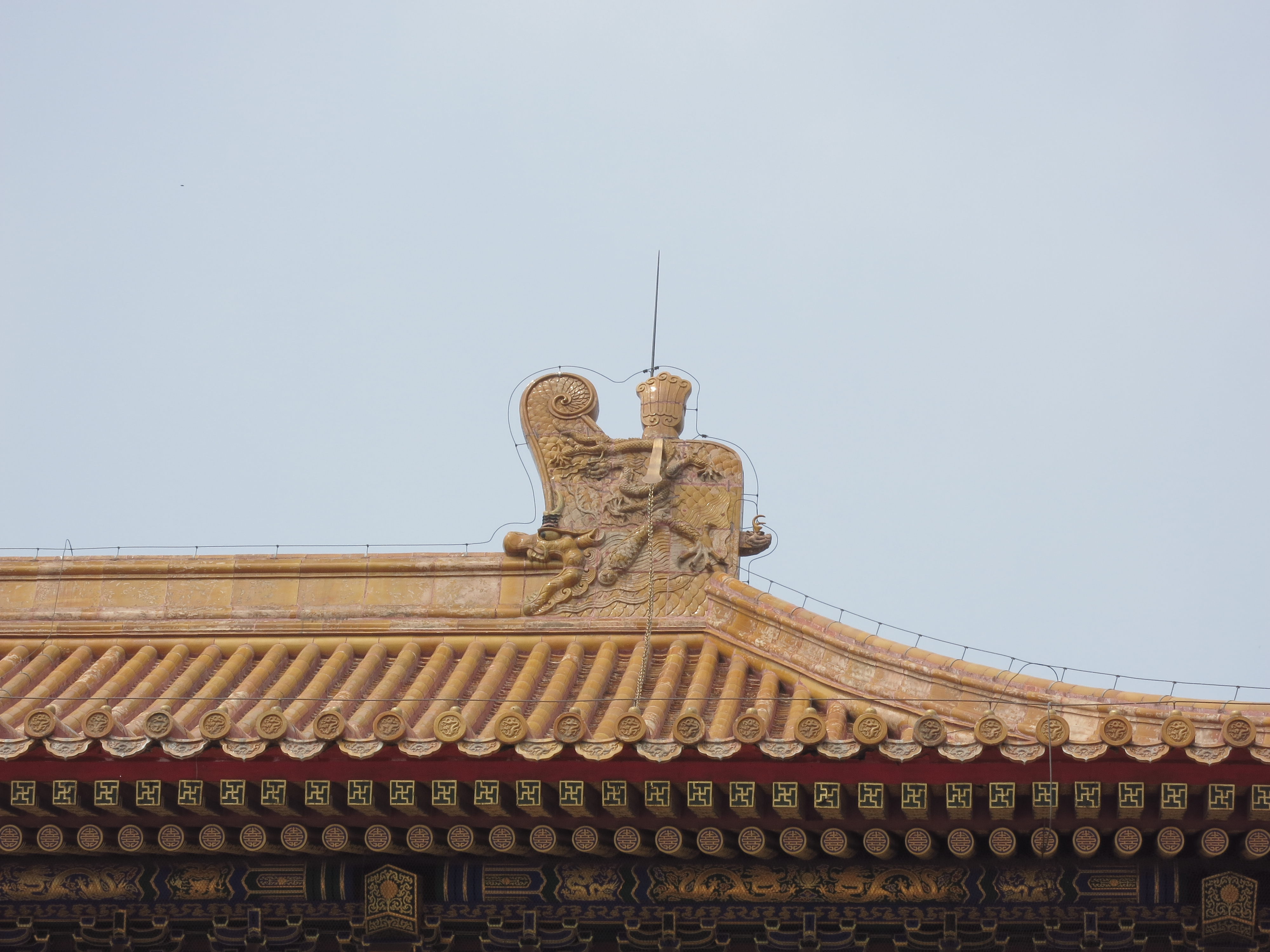
太和殿的清官式十三拼大吻

螭吻从宋朝开始就逐渐從鴟吻中蛻變出來，并且造型越来越贴近现代的螭吻，明朝时成为屋頂兩端的主流装饰物；另外，螭吻也可以指中國神話中龍生九子的其中一子，牠的特點是擅咬吞，口中冒水潤嗓，依附在建築物上有防火辟邪的作用，从明朝开始才有吉祥寓意，才和建築装饰产生連繫。

## 名稱

### 神話含義
螭吻並非是在遠古時代就有的神獸，它出現的時間其實相當晚，到了中國第二晚的朝代“明朝”時才有文獻證明其存在。
螭吻一开始写为“蚩吻”，“蚩”是龍的孩子，屬水，也非常擅長水性，能噴水滅火，故被明朝的中國人安裝在了房頂，希望在迷信上能達到“風水”的效果。在清朝時，蚩吻又和鯉躍龍門的典故合併，增加了喜在高處、四处眺望、跳躍力強的含義，隨著清朝官式建築的造型而流行於中國北方，但是中國南方的蚩吻卻維持了明朝的含義，不一定會有擅長跳躍、反爬瀑布的能力。
福建省的閩人亦以金甲神傳說而尊為金甲將軍，此說法最後流傳到了台灣島。
清朝末期，蚩吻的写法逐渐变为“螭吻”，和另一个象徵建筑物排水口的神兽“螭首”合併。

### 和鴟吻、螭首之異同
在建築學上，螭吻的前身是鴟吻，而鴟吻又來自於鴟尾，“螭吻、鴟吻、鴟尾”三者均為屋頂的彫塑。而一開始的螭則屬於完全不同的“螭首”體系，並不放在屋頂，而是放在中國古建築底下的排水口。
神話中的“蚩”、“鴟”、“螭”也是三個毫不關聯的神獸，蚩和螭同為龍的孩子；鴟則和龍無關，是烏龜變成的鳥。只是因為“蚩、鴟、螭”這三者的讀音相同，加上功能相近而被後世混淆。
螭吻的特點是“閉口咬住”建築物頂梁的正脊，以在寓意上達到“注水吞財”的效果。而明朝之前的鴟吻只有“張口吐水”的效果，不具備吉祥含義。

## 歷史

### 名稱史

#### 明朝
寫為“蚩吻”。
明朝人李東陽在他所撰之《懷麓堂集》中將“胡琴的頭、刀柄、飛簷彫塑、鐘擺、門口石獅、馱碑龜、大門獸頭把手、匾額的邊緣和屋頂彫塑”這九個在古代常見的動物造型設定成了“龍生九子”，還給這些裝飾一一賦予了正面含義。此後，這種人為添加的說法反而在中國古代的日用品設計上成為定式，被華人們一直相信至今。
另外，同樣是明朝的《升庵詩話》中也提到蚩吻，其他龍生九子的名稱和功能都有所變動，但是對於放在屋頂兩端的蚩吻，其描述卻和《懷麓堂集》一致。

#### 清朝
清朝前期就保持明制，寫為“蚩吻”，後期則逐漸訛寫為“螭吻”。
在中國進入清朝後，滿族統治者為了方便統治，而對漢族傳統文化進行統一的收集和整理，把原本的一些建築學的內容整理成冊，並且將一些專用名詞固定成某些寫法。螭吻在1734年編撰的《工部工程作法則例》中單寫為“蚩”。
之後由於和同樣是龍生九子，同樣也會噴水，所以和另一種中國建築部件，位於排水口的“螭首”相混淆，加上清朝官式建築的“過度簡化、統一風氣”，所以原本的“蚩”字也逐漸寫成了“螭”。

### 使用史
西漢朝時建造宮殿，為防止起火就在鴟尾上加上吞脊獸造型，但此時這種造型並不是主流，在後續的一千年中也並未獲得重大發展。
唐朝至宋朝期間，鴟吻在外形上經歷了剧烈的複雜化，尤其在宋朝以後，這種構件的下半部份的細節越來越多，其造型也從“鳥翼”為視覺主體的設計改為以“龍咬”為視覺主體，其名字的寫法也逐漸變為了鸱吻。鴟吻在此時又能叫做鰲魚，在傳到日本之後迅速演變出了日本的獨立風格，於室町時代中進化為擁有老虎頭的、成月牙彎曲狀的、塗金立體的「鯱」，和中国的设计有巨大差别。
到了明朝，螭吻在紫禁城為代表的的宮殿建築中頻繁出現，在太和殿屋頂所用之螭吻就被稱為“正吻、龍吻”，此類螭吻的工藝成為日後中國工匠們的參考模板，可以以此為基礎進行改造或批量生產。
在清朝時期，經過政府規定的“官式建築”出現，導致了中國北方的漢族建築形成了“過度簡化、統一”的風氣，建築的造型趨於單一化、呆板化，這影響到了螭吻本身。但是，在江南、閩南、廣東、廣西、雲南、台灣等地區則幾乎不受此影響，中國南方的螭吻在進入清朝以後反而更加多樣化，各類前代未聞的新設計層出不窮。與此同時，身為中國藩屬國的越南阮朝、朝鮮王朝、琉球王國、日本江戶幕府和外蒙古的螭吻也在發生巨大變化，急速遠離了原本的中國式設計，形成了它們自己的獨特風格。
目前螭吻在世界各國的唐人街、廟宇建築中隨處可見，已成為中國最具代表性的吻獸之一，在某些場合甚至能直接指代所有吻獸 。
香港的渣打銀行在舊版20元紙幣的正面中亦可見其形象。

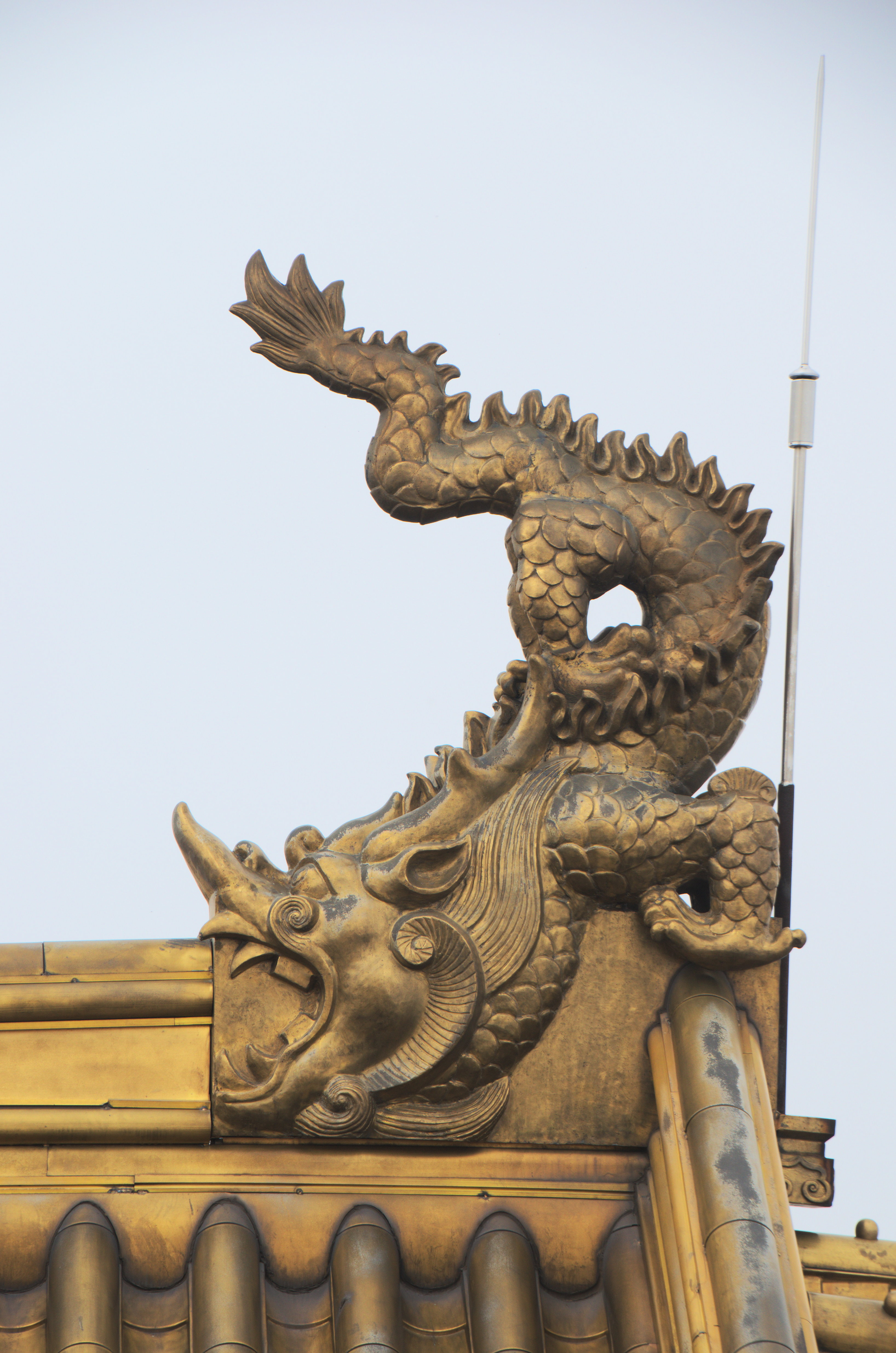
完全龍形化的螭吻（峨眉山）
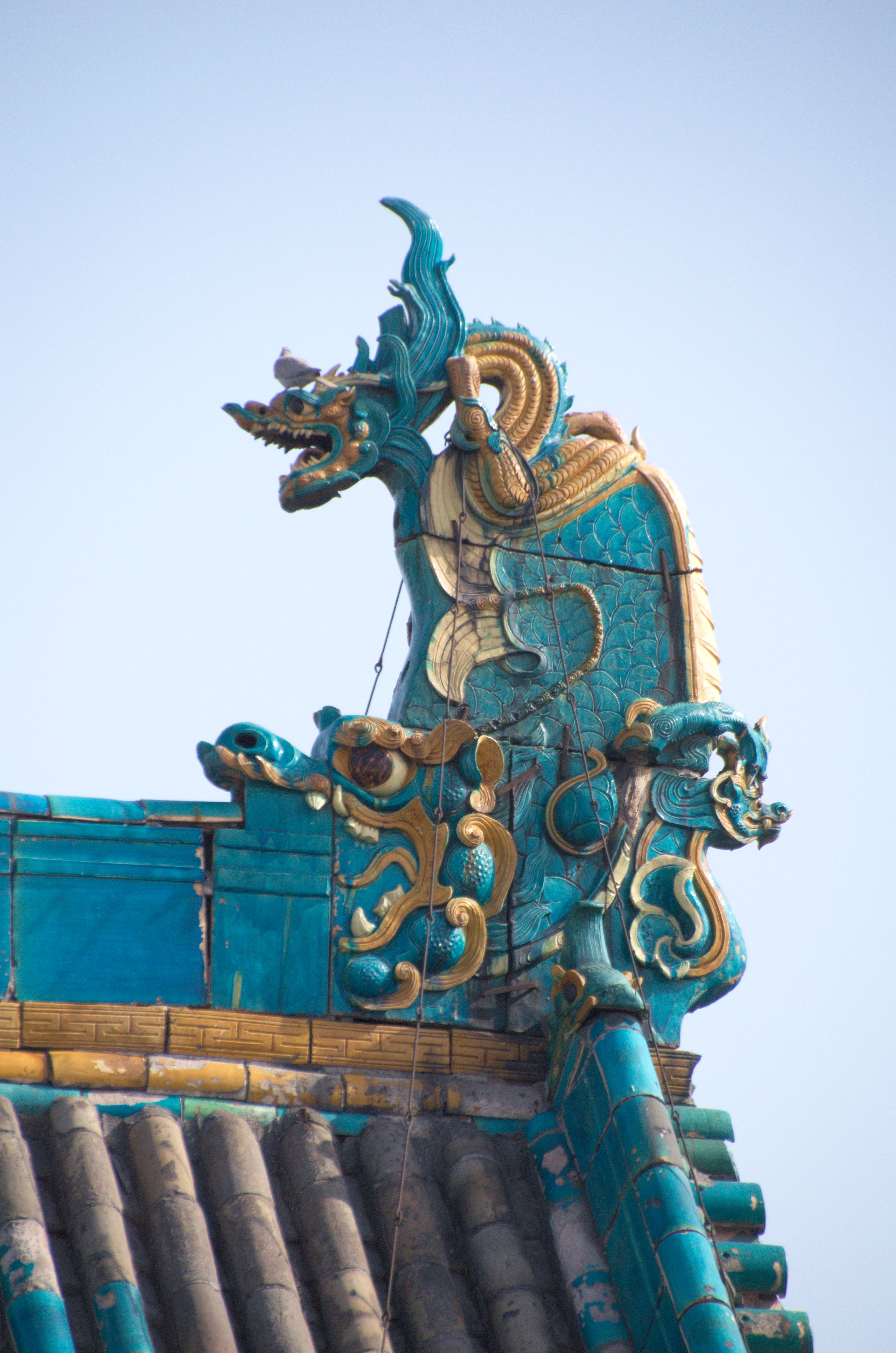
藍綠琉璃瓦螭吻（平遙）
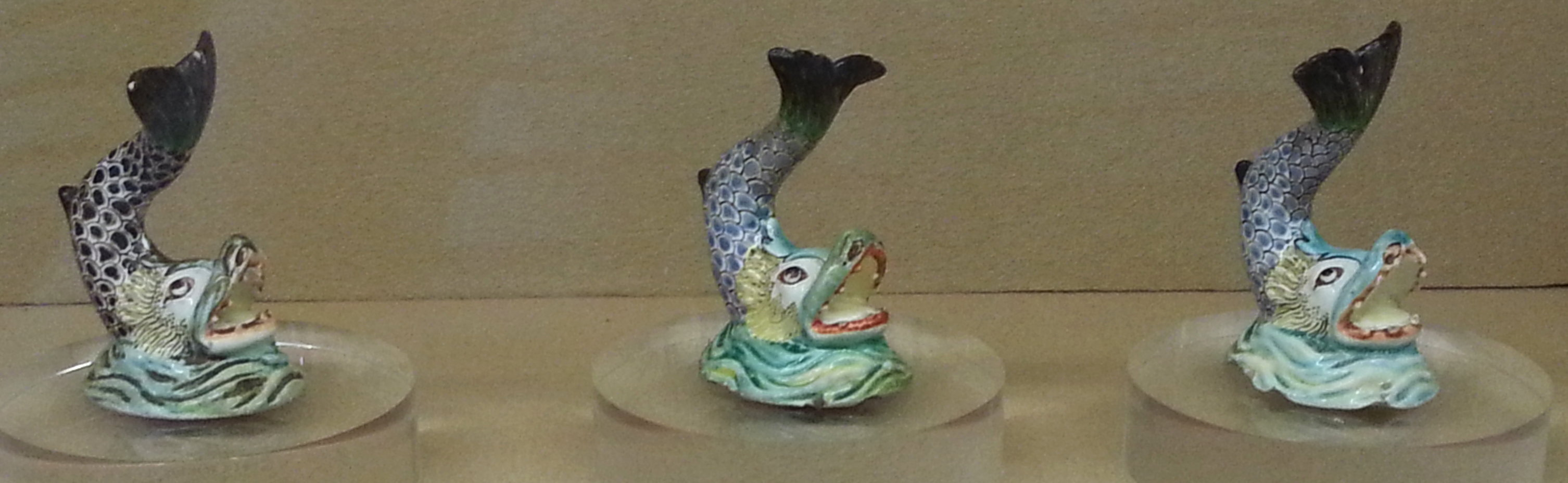
瓷器螭吻
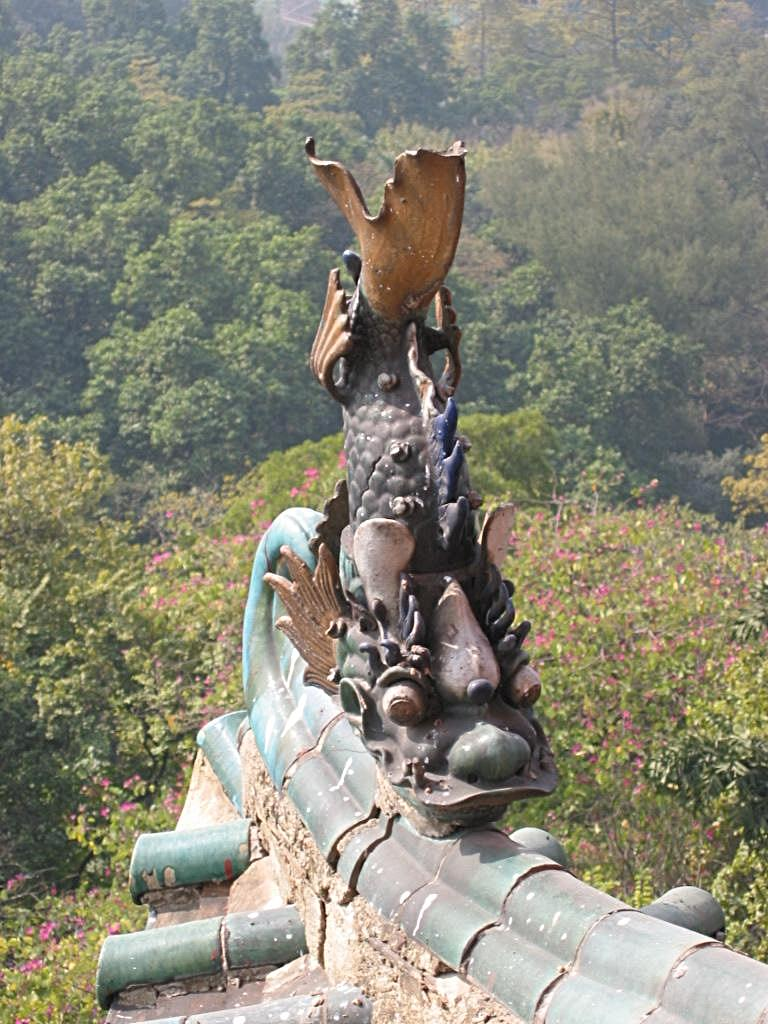
立體魚形螭吻（廣州）
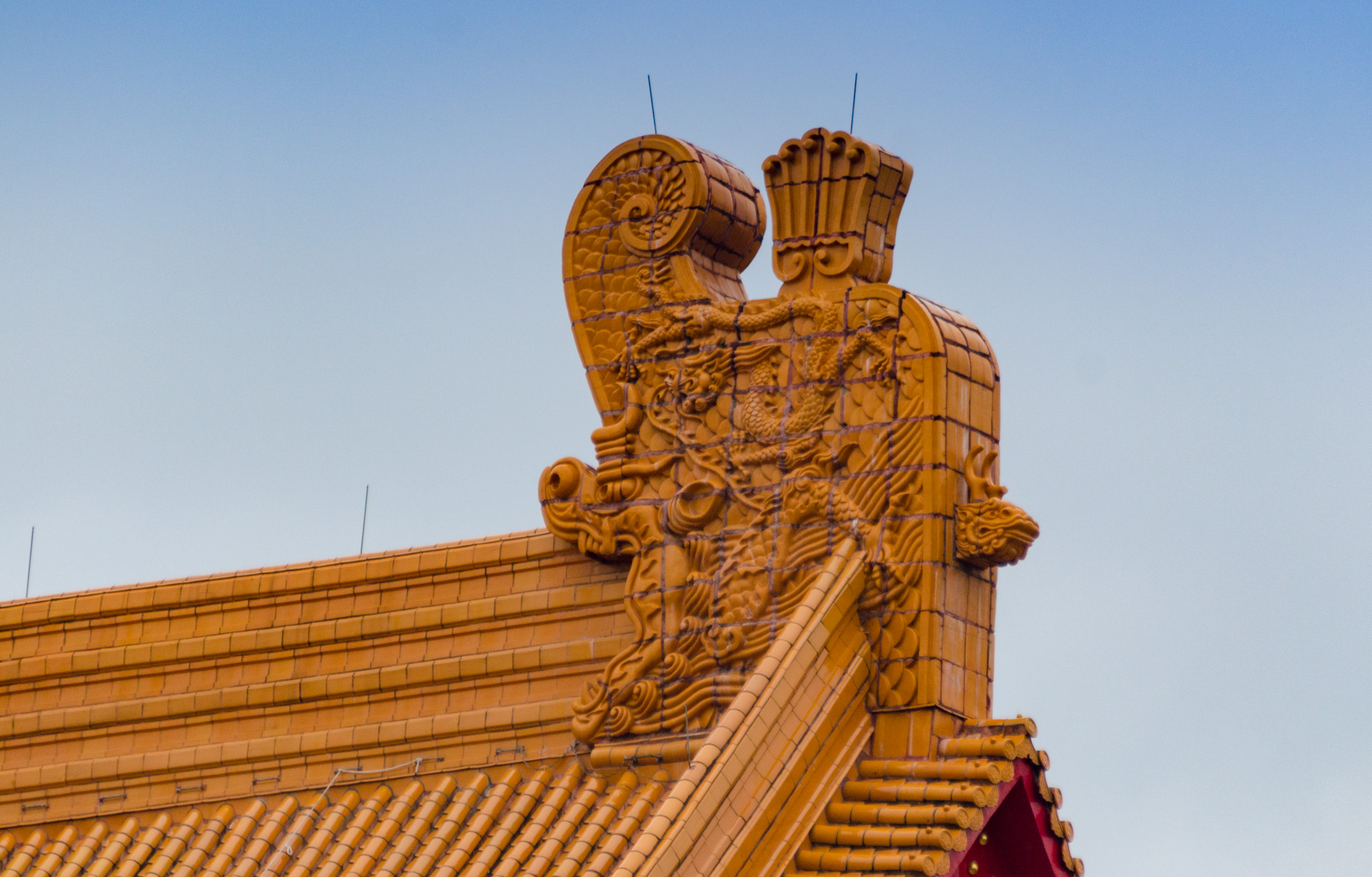
國家劇院的官式螭吻（台北）
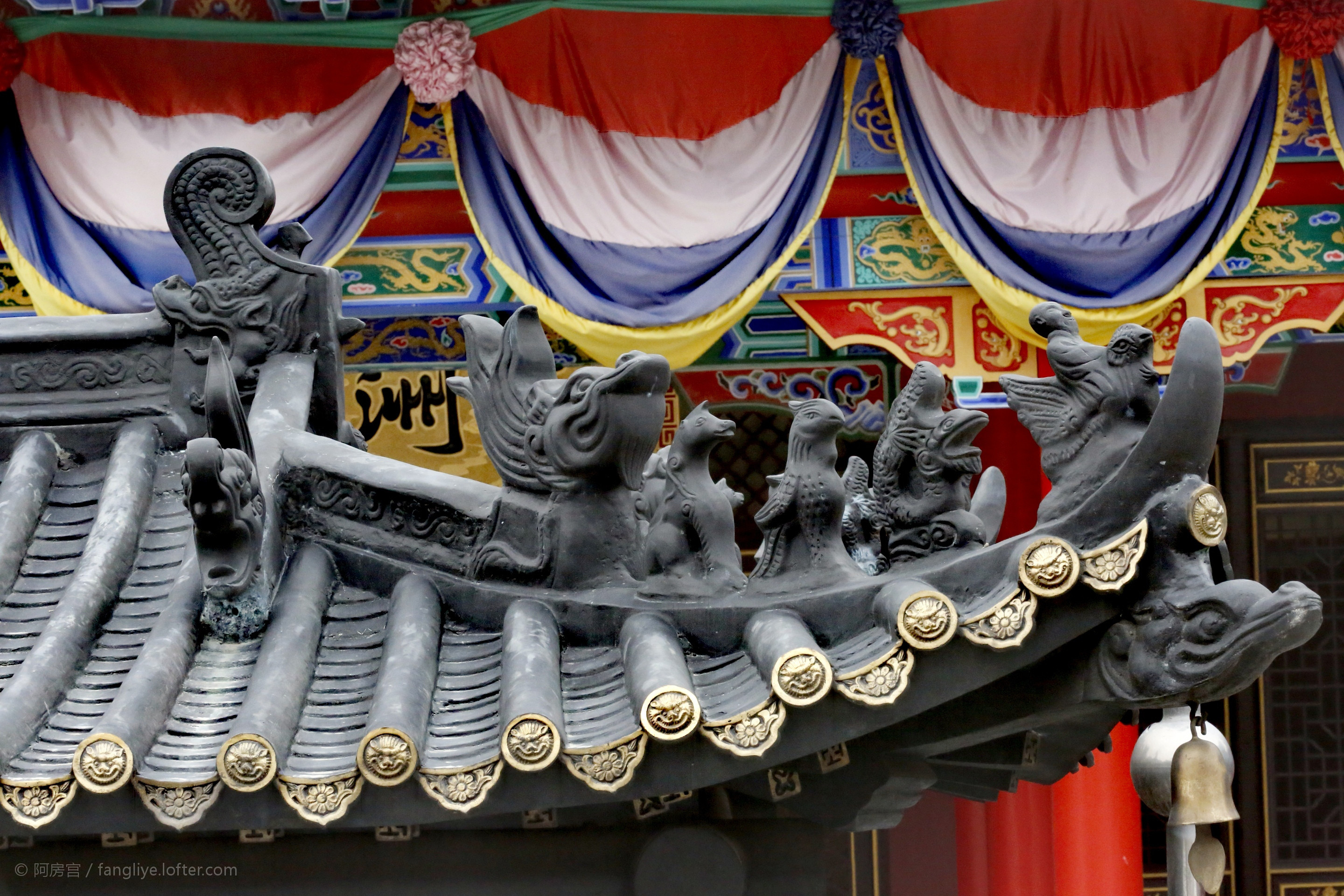
反捲形螭吻（北京）
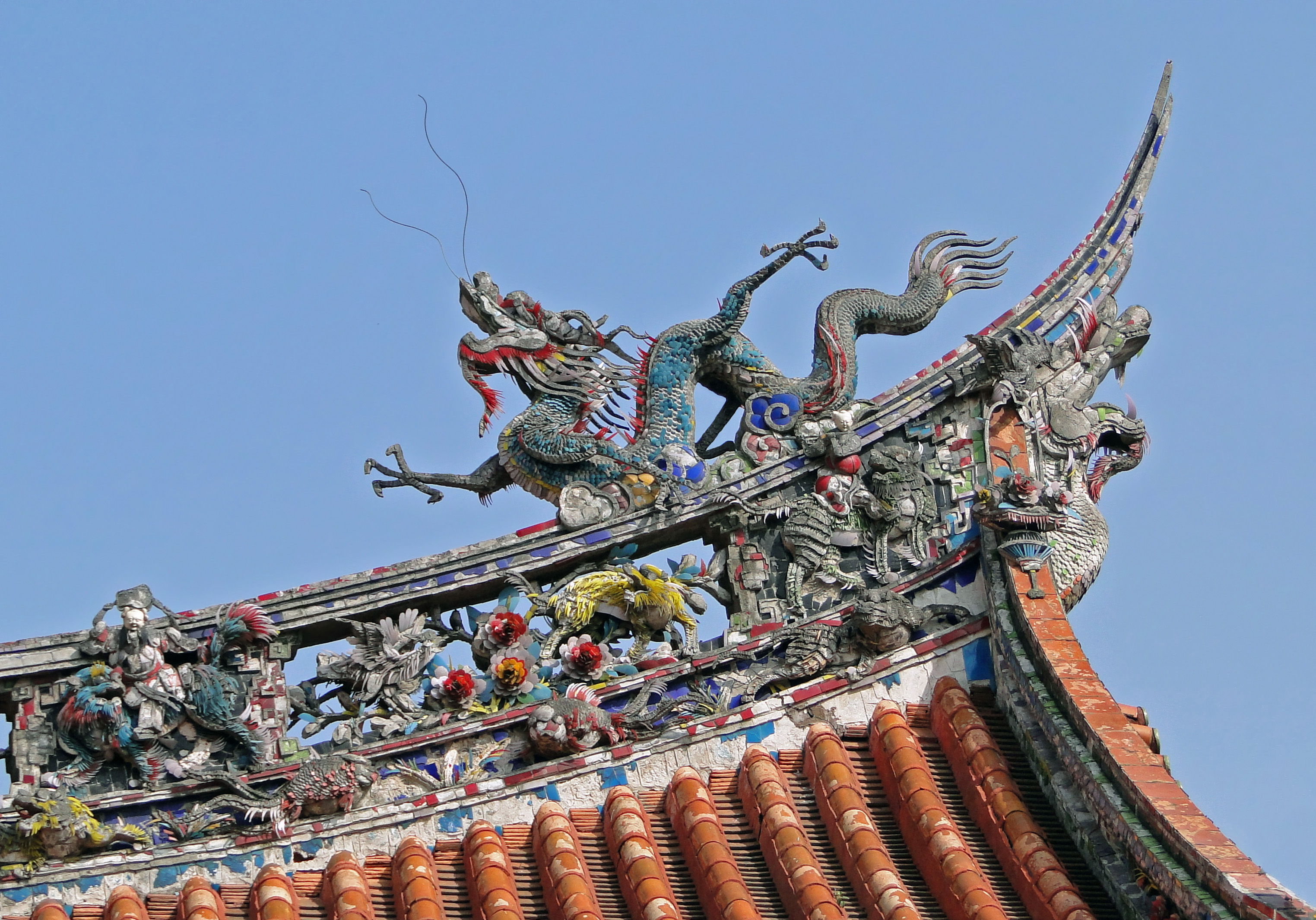
將房頂和螭吻融合在一起的造型（台北）
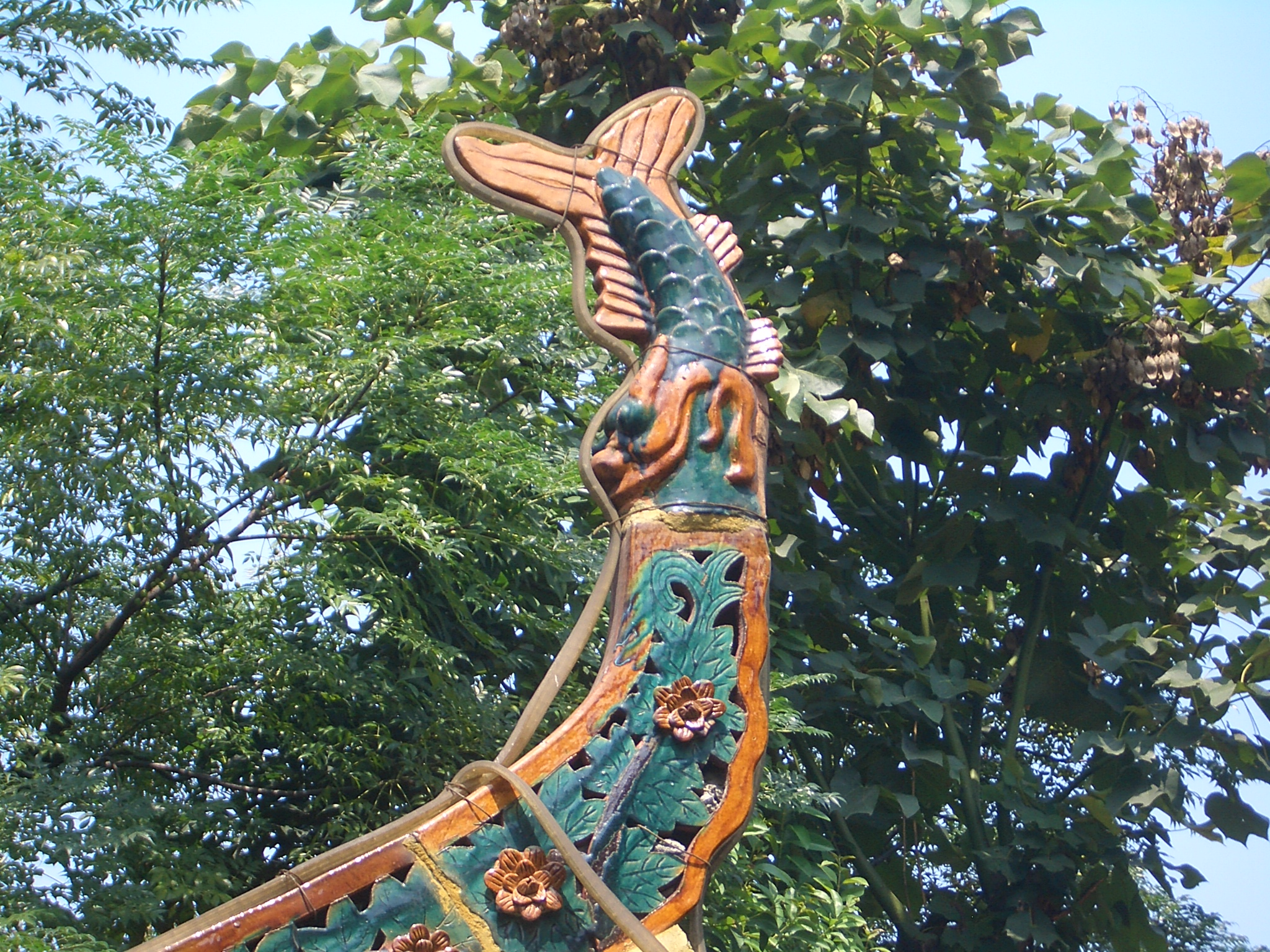
在飛簷的末端加上螭吻（武漢）
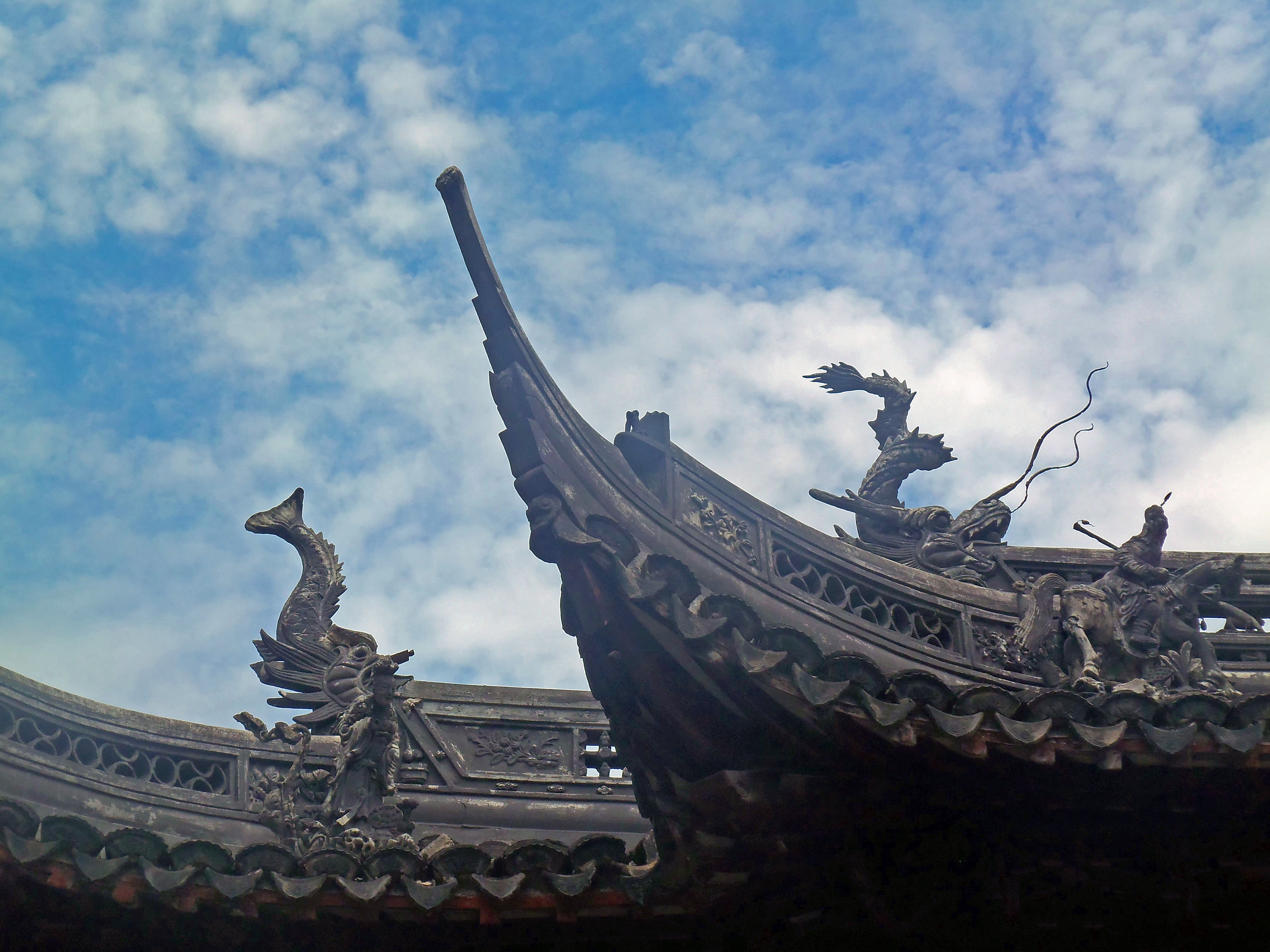
魚形螭吻+龍形螭吻的組合（上海豫園）
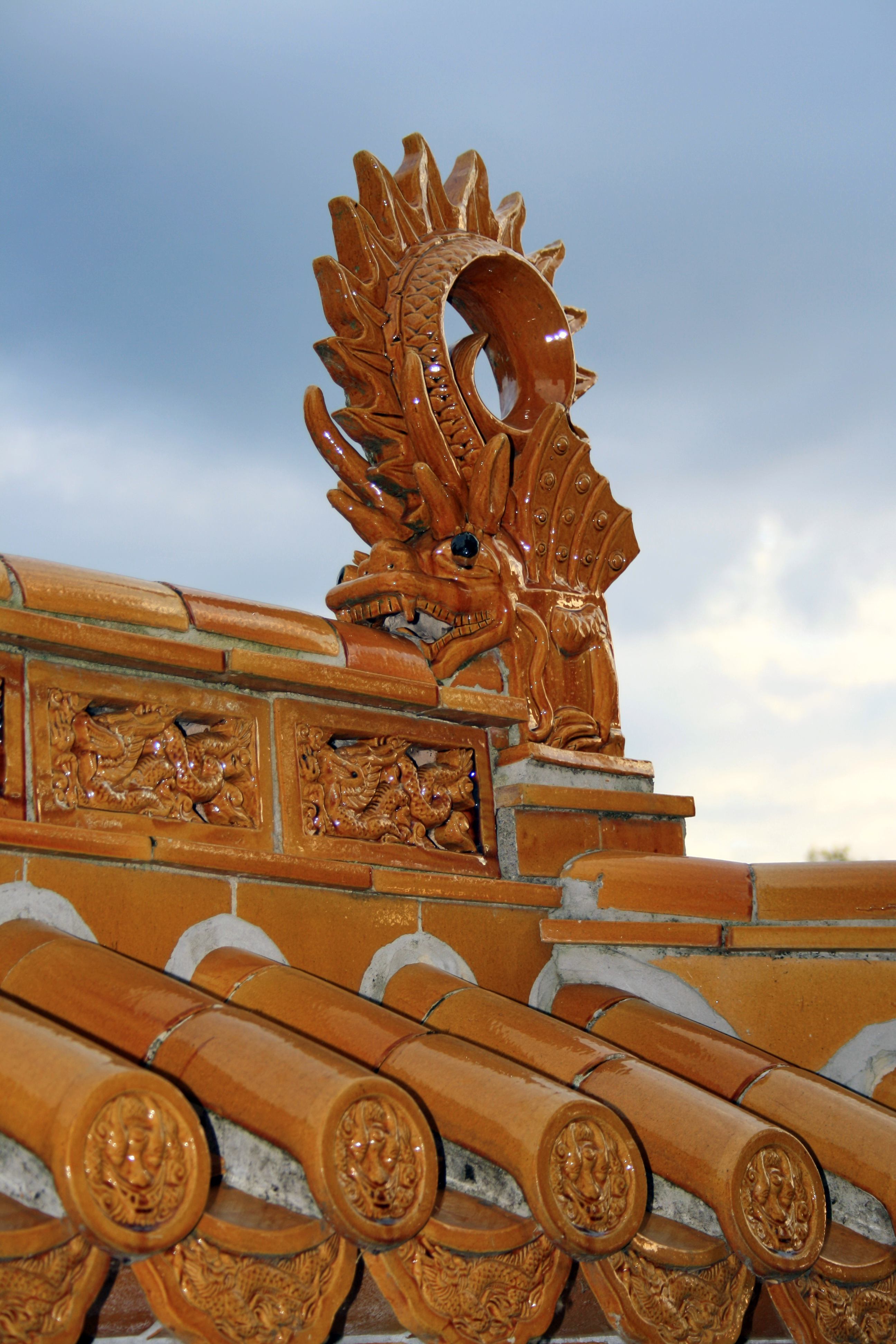
中國人花園中的輪刺型螭吻（瑞士蘇黎世）
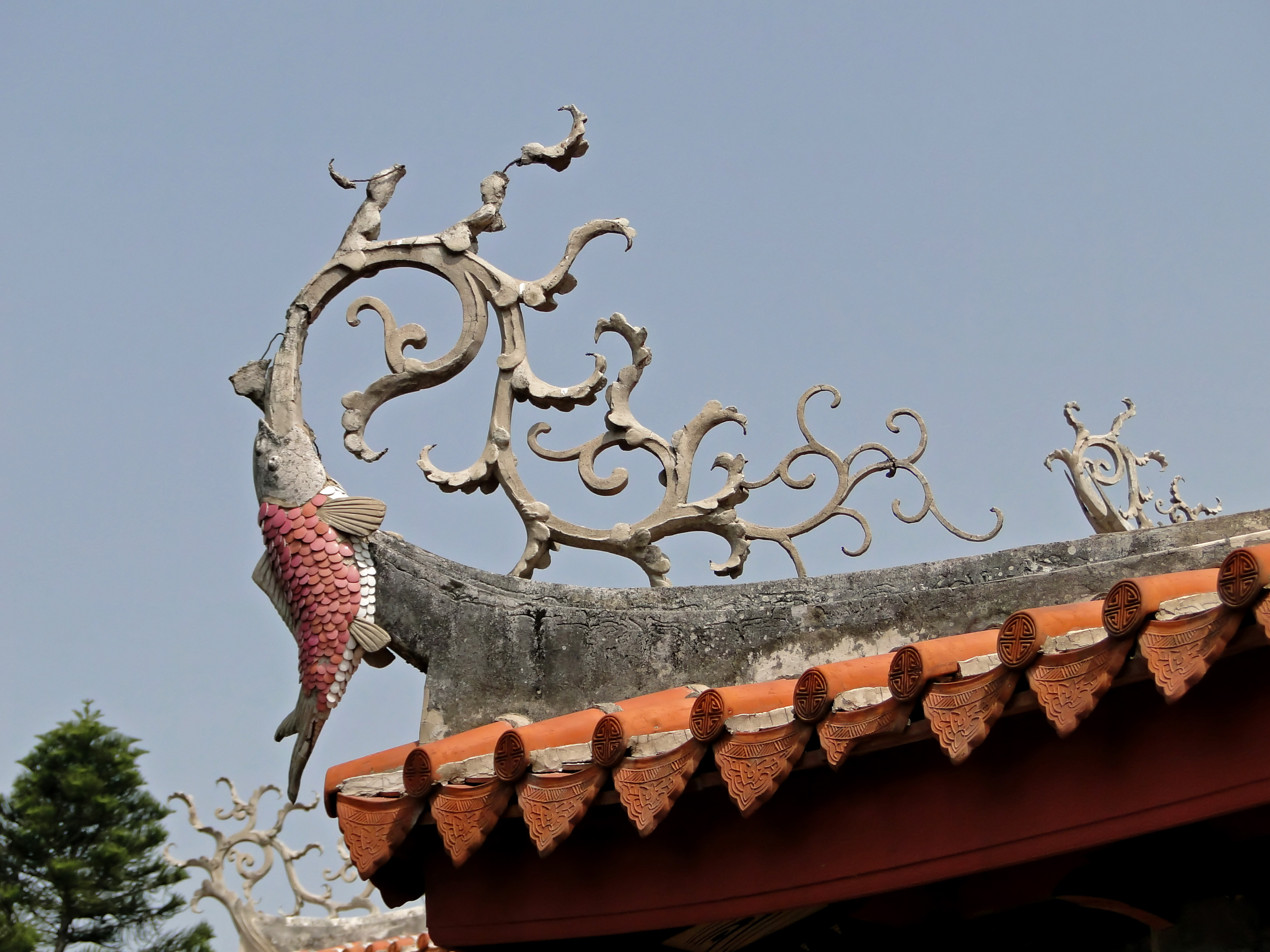
赤坎樓上魚吐海浪形的螭吻（台南）
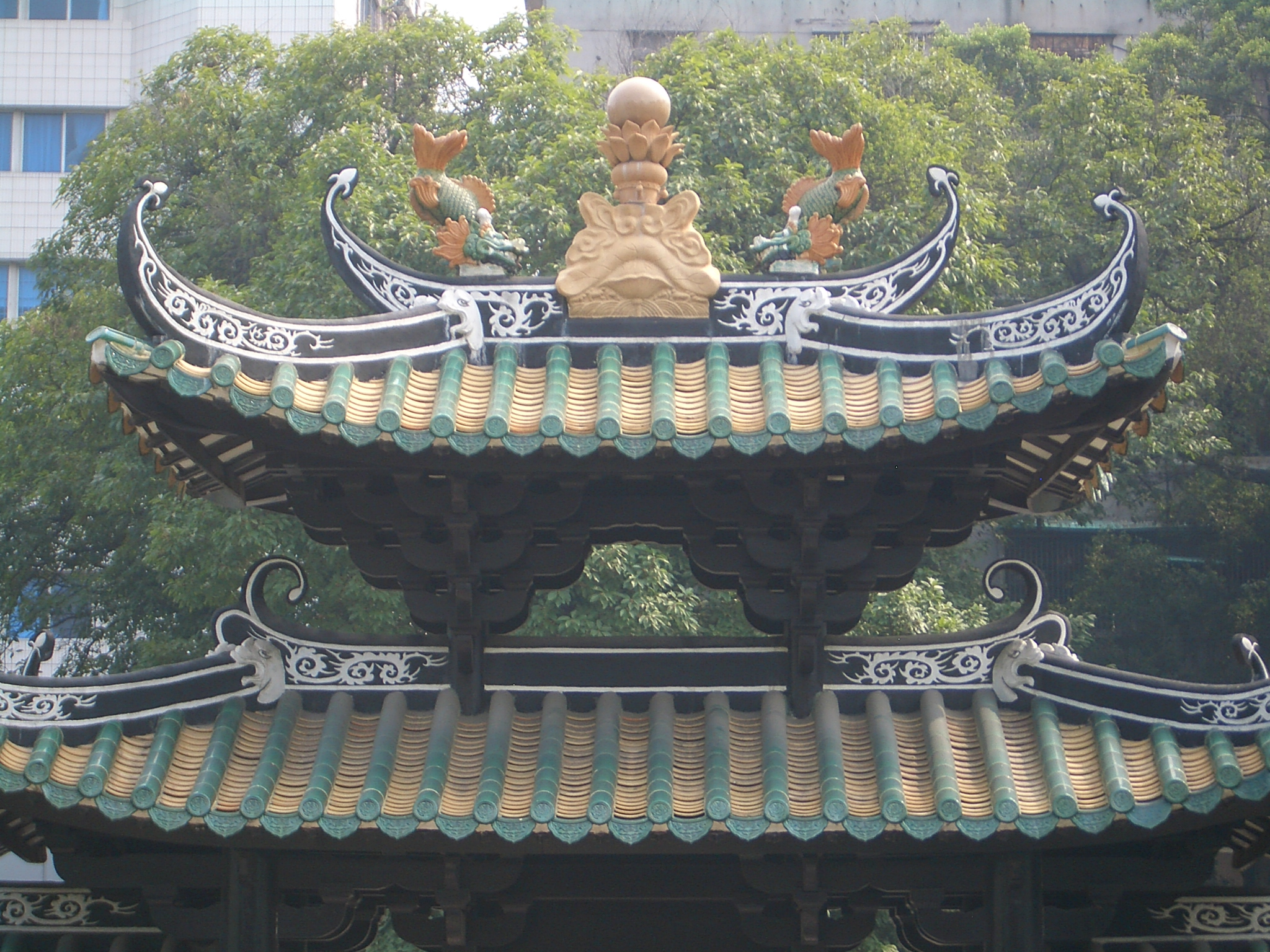
五仙觀的螭吻+飛簷的組合（廣州）